# Dimelaena elevata
Dimelaena elevata är en lavart som beskrevs av Elix, Kalb & Wippel 1996. Dimelaena elevata ingår i släktet Dimelaena och familjen Caliciaceae.   Inga underarter finns listade i Catalogue of Life.